# Calixto III (antipapa)
Calixto III fue antipapa de la Iglesia católica de 1168 a 1178.
Nacido con el nombre de Juan de Struma, era abad de Struma. Era también un gran partidario, de Federico I Barbarroja, y también apoyó al antipapa Víctor IV, que lo hizo cardenal.
Fue nombrado sucesor del antipapa Pascual III por un pequeño número de cardenales cismáticos en septiembre de 1168. Calixto representó fundamentalmente, una maniobra de Federico I para presionar al papa Alejandro III, y disponía de un apoyo territorial limitado. Residía en Viterbo.
Federico, por conveniencia política, después de su derrota en la Batalla de Legnano, pasó a apoyar Alejandro III en la Paz de Venecia de 1177, y denunció su antigua posición el 29 de agosto de 1178. Calixto aceptó la situación, sometiéndose a Alejandro III ese mismo día vino a ser nombrado rector de Benevento, donde falleció en 1180.
- Datos: Q356636